# 커머번드

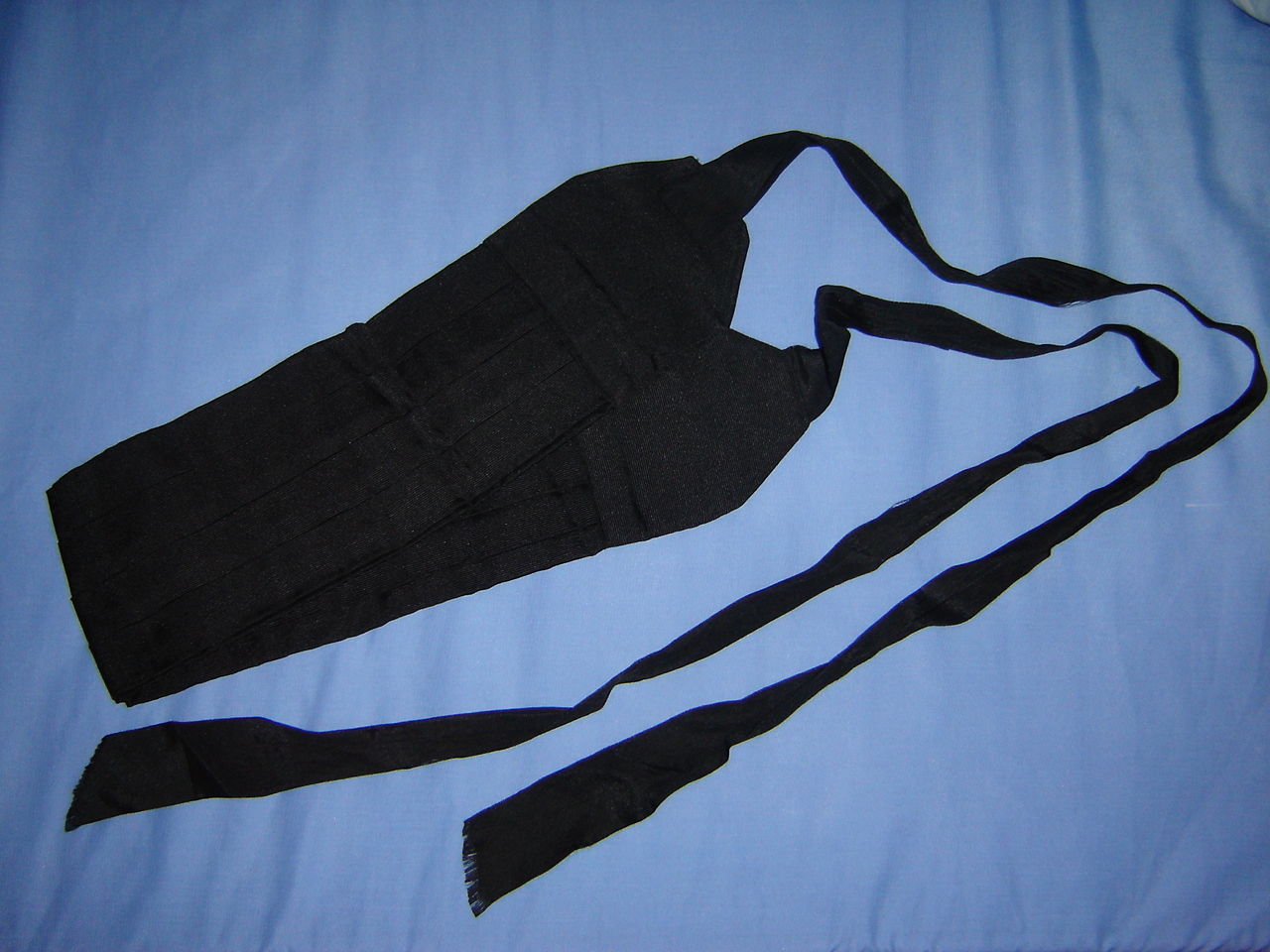
커머번드

커머번드(Cummerbund)는 블랙 타이를 착용할 때 복부에 감는 띠를 말한다.
일반적으로 주름이 있는 넓은 허리 새시로 싱글 브레스트 디너 재킷(또는 턱시도)과 함께 자주 입는다. 커머번드는 식민지 인도에서 영국군 장교들이 채택했고, 그곳에서 그들은 영국령 인도군의 세포이(인도 군인)들이 착용하는 것을 보았다. 유럽인과 북미인에게 커머번드를 현대적으로 사용하는 것은 전통적인 검은 넥타이 행사의 한 구성 요소이다.

## 같이 보기
- 오비 (기모노)